# Mouvement pacifiste

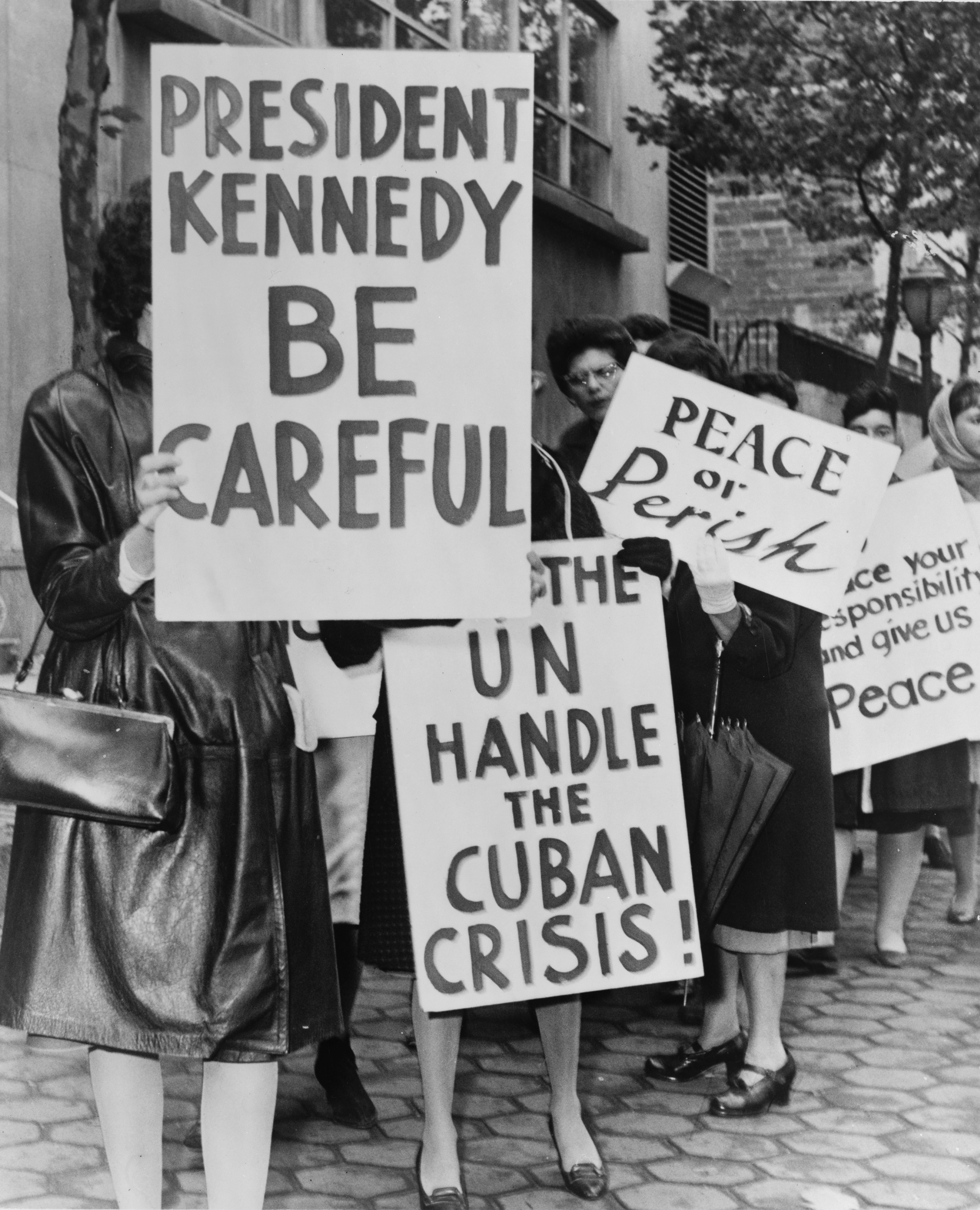
Manifestation en 1962 du groupe "Women Strike for Peace".

Un mouvement pacifiste (ou mouvement pour la paix) est un mouvement social, caractérisé par un ensemble de volontés et d'actions qui cherche à terminer la guerre et à minimiser la violence entre les hommes.

## Principes
Il est axé avant tout sur la croyance en laquelle les êtres humains ne devraient pas faire la guerre les uns contre les autres, ou s'engager dans des conflits ethniques pour des motifs de races, langages ou ressources, ou dans des conflits éthiques pour des motifs religieux ou idéologiques. Il s'oppose à la prolifération de technologies dangereuses, et aux armes de destruction massive, en particulier nucléaires et biologiques.
Certains le font déborder de cet objectif en considérant qu'il doit viser plus généralement, outre à garantir la santé en mettant fin aux guerres, ainsi que le respect des droits de l'homme, à assurer aussi l'accès universel à l'eau, l'air, la nourriture, les soins médicaux et la justice sociale. D'autres considèrent qu'il existe là un risque d'amalgame avec un catalogue d'objectifs politiques très divers.
C'est dans ce sens l'un des multiples mouvements à l'origine de la formation des partis politiques écologistes dans de nombreux pays démocratiques à la fin du XXe siècle.

## Liste de mouvements pacifistes
Mouvements internationaux
- Universal Peace Union (1888 - 1913)
- Rassemblement universel pour la paix (1936-1939)
- Conseil mondial de la paix
- Coordination internationale pour la décennie de la culture de non-violence et de paix
- Graines de Paix/Grains of Peace
- Mouvement International de la Réconciliation (MIR/IFOR)
- Pax Christi international
- Pèlerinage International pour la Paix
- Internationale des Résistant(e)s à la Guerre

Mouvements français
- Coordination française pour la Décennie pour la culture de la non-violence et de la paix
- Mouvement International de la Réconciliation (MIR)
- Mouvement de la Paix
- Pax Christi
- Initiatives pour la Paix
- Union pacifiste de France

Voir aussi les mouvements plus particulièrement liés à la non-violence.